# Hoplistocerus bonsae
Hoplistocerus bonsae är en skalbaggsart som beskrevs av Lane 1966. Hoplistocerus bonsae ingår i släktet Hoplistocerus och familjen långhorningar. Inga underarter finns listade i Catalogue of Life.